# 은색양털원숭이
은색양털원숭이(Lagothrix poeppigii)는 남아메리카에 사는 양털원숭이의 일종이다. 푀피그양털원숭이로도 알려져 있다. 이 이름은 에두아르트 프리드리히 푀피그에서 유래했다.